# Gastone Bean
Gastone Bean (San Canzian d'Isonzo, 11 agosto 1936) è un ex calciatore e allenatore di calcio italiano, di ruolo attaccante.

## Caratteristiche tecniche
Bean era un centravanti dotato di buona tecnica individuale e fiuto del gol, che si segnalava per l'irruenza del proprio gioco oltreché per la potenza ed efficacia del tiro.

## Carriera

### Calciatore

#### Club

##### Gli esordi al Milan
Cresciuto nell'A.S.C. San Canzian, si trasferì giovanissimo al Milan, con cui militò nelle giovanili. Passò poi in prestito, negli ultimi giorni del novembre 1955, al Piacenza, con cui segnò 23 gol in 21 gare nel campionato di Serie C 1955-1956, di cui 19 nel girone di ritorno e sette in una sola gara, diventando miglior cannoniere della categoria in quella stagione.
La stagione successiva esordì in Serie A, il 14 ottobre 1956, in Padova-Milan 2-0. Nonostante un certo scetticismo dovuto alla giovane età e all'inesperienza, Gipo Viani lo schierò regolarmente titolare per tutto il campionato. Al termine della stagione i rossoneri conquistarono lo scudetto grazie al suo decisivo contributo, 17 reti, tra cui il gol iniziale nel derby del 10 marzo 1957, conclusosi con un pareggio per 1-1; fu il quarto migliore cannoniere della stagione, e fu votato come "Campione preferito 1957" dalla rivista Il calcio e il ciclismo illustrato. Con Carlo Galli si alternò nel ruolo di centravanti: i due si spartirono l'ingombrante eredità di Gunnar Nordahl, passato alla Roma. Nella stagione successiva, segnata dall'epatite virale che colpì lui ed altri compagni di squadra, mise a segno altre 10 reti, sempre in alternanza con Galli, mentre nel 1958-59 vinse un nuovo scudetto, da riserva di Altafini, realizzando 4 reti, di cui una doppietta il 2 giugno 1959 nella vittoria casalinga per 7-0 contro l'Udinese che schierava il debuttante Tarcisio Burgnich.

##### Genoa
Nonostante un ruolino di 39 reti in quattro stagioni, nel 1960 passò al Genoa, in Serie B, a fare coppia con Eddie Firmani. Il 2 aprile del 1961, nella gara in trasferta contro il Novara, Bean segnò quattro reti; ciononostante, i Grifoni rimasero in Serie B a causa di una penalizzazione. La promozione arrivò l'anno successivo, quando il Genoa chiuse il campionato con 64 gol segnati e undici punti di vantaggio sul Napoli, giunto secondo; Bean, congedato dal servizio militare e schierato come ala sinistra, realizzò 20 reti, mentre Firmani si fermò a 17. Rimase a Genova per quattro stagioni complessive, contribuendo con le sue reti alla conquista della Coppa delle Alpi 1964 e della Coppa dell'Amicizia 1963. La sua militanza nella squadra ligure fu ritenuta grande da Gianni Brera, che citò una delusione iniziale quando fu ceduto al Napoli, allora militante in Serie B.

##### Napoli
Fu poi ceduto al Napoli, in Serie B, con cui conquistò una nuova promozione in massima serie, alla sua prima stagione in Campania, nella stagione 1964-1965. Con i partenopei disputò sedici gare e segnando sette reti che lo resero secondo miglior cannoniere della squadra, tra queste vi fu il gol del 3-1 finale con cui la sua squadra batté a Parma, il 20 giugno 1965, la squadra locale, garantendo quindi la promozione dei campani. L'anno seguente fu quindi tra i protagonisti della stagione dei partenopei: anche se chiuso da un attacco che comprendeva i nuovi acquisti José Altafini ed Omar Sívori, riuscì a disputare 17 partite impreziosite da tre reti, in un settore che fu il quarto migliore della Serie A, dove gli azzurri si piazzarono al terzo posto nella classifica finale, migliore piazzamento sino a quel momento della squadra. Il nuovo campionato si aprì con molte speranze da parte dei tifosi, che fecero registrare un primato di presenze: il Napoli, con problemi a livello dirigenziali da affrontare, lo chiuse al quarto posto, con Bean che realizzò una rete (in casa, il 26 febbraio 1967, nel 3-0 all'Atalanta) in dodici gare.

##### Le ultime stagioni

Bean con la maglia azzurra della Nazionale italiana

Vestì quindi, in Serie A, la maglia della SPAL, nel 1967, quando Paolo Mazza tentò, con il suo inserimento, di dare più incisività all'attacco biancoazzurro; il suo rendimento fu però condizionato da un infortunio al ginocchio patito a Napoli, e in tutta la stagione collezionò solamente 6 presenze (più una nella Coppa dell'Amicizia), le ultime delle sue 174 nella massima serie. Restò a Ferrara in Serie B anche l'anno successivo, disputando 16 partite in un'annata che vide una nuova retrocessione della formazione spallina; chiuse la carriera nel 1972, al Bellaria, come giocatore-allenatore.

#### Nazionale
Dopo aver giocato con la Nazionale Giovanile a Marsiglia e in Nazionale B a Cagliari contro la Nazionale spagnola, entrò nel novero dei convocati in Nazionale nel periodo del flop nella qualificazione ai Mondiali svedesi del 1958. Esordì a Lisbona, in occasione della gara persa per 3-0 contro il Portogallo, gara in cui, secondo il giornalista Leone Boccali, non demeritò. Inoltre prese parte alla gara di Belfast del 4 dicembre 1957 (spareggio per l'ammissione ai Mondiali declassato ad amichevole per l'assenza dell'arbitro), partita resa complicata dalle accuse di uso di doping da parte della stampa britannica e dall'uso di oriundi. In totale ha disputato 4 partite con la maglia azzurra.

### Allenatore
Iniziò dunque la carriera di allenatore, che svolse prevalentemente in Serie C. Allenò formazioni romagnole (Ravenna, Forlì, Cattolica), per poi trasferirsi al Sud alla guida del Benevento: con i campani ottenne il nono posto ex aequo nella stagione 1982-1983, con il secondo peggiore attacco della stagione e la settima migliore difesa.
Restò al sud guidando il Barletta, che allenò per 15 partite. Dopo essere subentrato a Gianni Corelli, esordì da allenatore dei biancorossi in Barletta-Foggia 2-0, valevole per la quarta giornata di ritorno del campionato di Serie C1 1983-1984, totalizzando 6 vittorie, 6 pareggi e 3 sconfitte. Al termine della stagione venne sostituito da Mario Facco e proseguì la carriera sulle panchine di Casertana, Casarano, Campania Puteolana e Fasano. Ritiratosi, vive a Bellaria-Igea Marina.
Il Genoa lo ha inserito nella sua Hall of Fame.

## Statistiche

### Cronologia presenze e reti in nazionale
| Cronologia completa delle presenze e delle reti in nazionale ― Italia | Cronologia completa delle presenze e delle reti in nazionale ― Italia | Cronologia completa delle presenze e delle reti in nazionale ― Italia | Cronologia completa delle presenze e delle reti in nazionale ― Italia | Cronologia completa delle presenze e delle reti in nazionale ― Italia | Cronologia completa delle presenze e delle reti in nazionale ― Italia | Cronologia completa delle presenze e delle reti in nazionale ― Italia | Cronologia completa delle presenze e delle reti in nazionale ― Italia |
| Data                                                                  | Città                                                                 | In casa                                                               | Risultato                                                             | Ospiti                                                                | Competizione                                                          | Reti                                                                  | Note                                                                  |
| --------------------------------------------------------------------- | --------------------------------------------------------------------- | --------------------------------------------------------------------- | --------------------------------------------------------------------- | --------------------------------------------------------------------- | --------------------------------------------------------------------- | --------------------------------------------------------------------- | --------------------------------------------------------------------- |
| 26-5-1957                                                             | Lisbona                                                               | Portogallo                                                            | 3 – 0                                                                 | Italia                                                                | Qual. Mondiali 1958                                                   | -                                                                     |                                                                       |
| 4-12-1957                                                             | Belfast                                                               | Irlanda del Nord                                                      | 2 – 2                                                                 | Italia                                                                | Amichevole                                                            | -                                                                     |                                                                       |
| 9-11-1958                                                             | Parigi                                                                | Francia                                                               | 2 – 2                                                                 | Italia                                                                | Amichevole                                                            | -                                                                     |                                                                       |
| 13-12-1958                                                            | Genova                                                                | Italia                                                                | 1 – 1                                                                 | Cecoslovacchia                                                        | Coppa Internazionale                                                  | -                                                                     |                                                                       |
| Totale                                                                |                                                                       | Presenze                                                              | 4                                                                     |                                                                       | Reti                                                                  | 0                                                                     |                                                                       |

## Palmarès

### Giocatore

#### Club

##### Competizioni nazionali
- Campionato italiano: 2

Milan: 1956-1957, 1958-1959
- Campionato italiano di Serie B: 1

Genoa: 1961-1962

##### Competizioni internazionali
- Coppa delle Alpi: 3

Genoa: 1962, 1964
Napoli: 1966